# Štěpán Bačkora
Štěpán Bačkora (2. července 1813 Malín – 17. prosince 1887 Praha) byl český učitel. Přes padesát let vyučoval na pražských obecných školách. Před rokem 1848 organizoval porady pedagogů a česká divadelní představení. Během Bachova absolutismu pokračoval navzdory zákazům ve výuce v českém jazyce. Vedl časopisy Posel z Budče a Škola. Psal učebnice a knihy pro děti. Roku 1886 byl oceněn zlatým záslužným křížem od císaře Františka Josefa.

## Život
Narodil se 2. července 1813 (podle jiných zdrojů 13. července) v Malíně u Kutné Hory v domě č. 13 jako druhý syn učitele. S rodinou se brzy odstěhoval do Kutné Hory. Po dokončení obecné školy odešel do Prahy, kde jeho bratr Josef v té době navštěvoval učitelský kurs. Štěpán se rovněž věnoval studiu pedagogiky, zakončené zkouškami pro hlavní školy a opatrovny.
Roku 1836 získal místo neplaceného pomocníka v opatrovně Na Hrádku, kterou vedl Jan Svoboda. Práce mu dala možnost poznat přirozený vývoj dítěte a jeho potřeby; vyžadovala ale také mnoho osobních obětí a sebezapření, protože aby se uživil, musel po náročném dni ve školce ještě soukromě doučovat v bohatých rodinách v jiné části Prahy. Přesto mu zbyl ještě čas na studium odborné literatury. Po několikaletém působení získal roční plat 100 zlatých, který zvýšil jeho životní úroveň, ale k obživě nestačil.
Vedle školních povinností se zapojil do úsilí o založení českého divadla na Vyšehradě. Jeho tři žádosti o povolení byly zamítnuty, hlavně kvůli nepřízni ředitele pražského divadla. Nakonec ale slavil úspěch a podařilo se mu s pomocí Tyla a Kašky zorganizovat několik představení, která přispěla k posilování národního uvědomění.
Před rokem 1848 se Štěpán Bačkora společně s Amerlingem, evangelickým učitelem Sluníčkem bratrem Josefem a dalšími soukromě scházeli k diskusím o školství. V roce 1847 získali povolení, zvát na tato setkání veřejnost, a pořádali je pod názvem Porady budečské. Zájem učitelů byl ale malý z obav před úřady. To se změnilo během roku 1848. Porady se staly střediskem výměny informací o pedagogických otázkách a navštěvovaly je nejen stovky učitelů z Prahy i venkova, ale účastnil se i místodržící Leopold Lev Thun-Hohenstein. Na základě těchto setkání vznikl časopis Posel z Budče, jehož se Bačkora stal redaktorem. Po jeho zániku v roce 1851 vydával časopis Škola.
Během revoluce 1848 byl členem Svornosti (ozbrojených měšťanských sborů); těsně přitom unikl zatčení, když se kvůli soukromému vyučování opozdil na (mezitím rozehnanou) schůzi.
Roku 1850, po třinácti letech na hrádecké opatrovně, získal místo podučitele u sv. Jindřicha. Škola byla v době Bachova absolutismu poněmčena, ačkoli ji navštěvovaly jen české děti. Bačkora s tímto postupem nesouhlasil a navzdory zákazu pokračoval ve výuce v češtině. Když mu toto nařízení dali písemně, připsal na něj svůj nesouhlas a vrátil jej. V ovzduší reakce mu nedokázal pomoci ani advokát Antonín Strobach, ani redaktor Václav Jaromír Picek, ani vídeňský úředník Josef Jireček. Bačkora proto postupoval tak, že vyučoval většinu doby česky, ke zkouškám ale děti připravoval podle německé učebnice. Dosáhl tak lepších výsledků, než kdyby je učil jen německy a žáci probíranému učivu plně neporozuměli. Dostával za to výtky a mnozí zatajovali dech nad jeho odvahou; kromě zastaveného služebního postupu ho ale nepostihly žádné další následky.
V roce 1860, po pádu absolutismu, získal místo řídícího učitele na nové malostranské škole u Panny Marie Vítězné. Zvelebil ji tak, že do ní dávaly děti i mimopražské rodiny.
Vedle vlastní pedagogické činnosti byl literárně činný (viz níže). Určitou dobu byl i členem vládní komise pro tvorbu učebnic; odešel z ní ale na protest proti propuštění několika svých přátel (včetně bratra Josefa) z c. k. české hlavní školy.
Byl předsedou Matice Komenského. Roku 1879 se stal čestným členem Budče pražské. V 80. letech zasedal jako zástupce učitelstva v pražské okresní školní radě. Zakládal knihovny ve venkovských obcích (např. Roudnice nad Labem, Račiněves, Sedlec, Chrášťany) i v Praze (u sv. Štěpána a Panny Marie Vítězné).
Roku 1886 získal od císaře Františka Josefa I. zlatý záslužný kříž za celoživotní dílo. Na slavnostní schůzi mu jej předal pražský starosta Ferdinand Vališ, telegraficky mu blahopřál i František Ladislav Rieger.
Zůstal svobodný a bezdětný. Zemřel na sešlost věkem.

## Dílo
Vedle článků v pedagogických časopisech (Posel z Budče, Škola) byl autorem následujících publikací (výběr):
- Malý Gratulant, čili, Přánky malých (1845, s bratrem Josefem)
- Malý vyprávěč, čili, Deklamovanky (1845, s bratrem Josefem)
- Čítanka (1848, 1849)
- Malý kejklíř (1850)
- Popsání nebes (1851)
- Noční rozmlouvání pejska Štěka a kočičky Míči Macíkovy (1854)
- Dětské hry a zábavy (1855)
- Zpěvník pro mládež (1858)
- Praktické učení zeměpisné Čech (1863)
- Báchorky pro dítky a přátele jejich (1878 nebo 1879)
- Mladý kouzelník (1882)